# 波普 (密西西比州)
波普（英語：Pope）是位於美國密西西比州帕諾拉縣的村。

## 人口
根據2020年美國人口普查的數據，波普的面積為3.75平方千米，皆為陸地。當地共有人口268人，而人口密度為每平方千米71人。